# Julie Staver
Julia Ann „Julie“ Staver (* 4. April 1952 in Hershey, Pennsylvania) ist eine ehemalige Hockeyspielerin aus den Vereinigten Staaten. Sie gewann 1984 eine olympische Bronzemedaille.
Julie Staver spielte an der University of Pennsylvania Hockey und Lacrosse und gelangte in beiden Sportarten in die Nationalmannschaft. In der Hockey-Nationalmannschaft spielte sie von 1973 bis 1984. Sie stand im Aufgebot für die Olympischen Spiele 1980 in Moskau, das wegen des Olympiaboykotts nicht starten durfte.
Vier Jahre später trat sie bei den Olympischen Spielen 1984 in Los Angeles an. Dort trafen in der Gruppenphase alle sechs teilnehmenden Teams aufeinander. Es siegten die Niederländerinnen vor den Deutschen. Dahinter lagen die Mannschaft der Vereinigten Staaten, die Australierinnen und die Kanadierinnen punktgleich. Während die Kanadierinnen ein negatives Torverhältnis hatten, lagen auch hier das US-Team und die Australierinnen gleichauf. Die beiden Teams trugen deshalb 15 Minuten nach dem Ende des letzten Spiels ein Siebenmeterschießen um die Bronzemedaille aus, das die Amerikanerinnen mit 10:5 gewannen. Julie Staver gehörte zu fünf Spielerinnen, die das Siebenmeterschießen für die USA entschieden.
Nach ihrer Graduierung war Julie Staver zunächst Assistenztrainerin für Hockey, studierte dann aber Tiermedizin und schloss dieses Studium 1982 ab. Danach arbeitete sie als Tierärztin im ländlichen Pennsylvania.